# Leucopogon stokesii
Leucopogon stokesii är en ljungväxtart som beskrevs av Hislop. Leucopogon stokesii ingår i släktet Leucopogon och familjen ljungväxter. Inga underarter finns listade i Catalogue of Life.